# Estación General Lorenzo Vintter (LEVRN)
General Lorenzo Vintter es una ex estación ferroviaria en la localidad homónima se halla en el Departamento Adolfo Alsina, Provincia de Río Negro, Argentina y fue parte del ramal de trocha angosta Línea Económica al Valle del Río Negro que enlazó a General Vintter con la zona productiva de General Conesa. Operaba a solo 100 metros, a través de un empalme que unía la trocha agosta con la vía ancha, de la Estación General Lorenzo Vintter del actual Tren Patagónico.
La estación era la única construcción de chapa del ramal remolachero. Esto se hizo en concordancia con la otra estación Vintter de trocha ancha. Las demás estaciones Coronel Francisco Sosa, El Porvenir, San Lorenzo y General Conesa fueron hechas en material con un particular estilo colonial fruto de los trabajos de iniciativa privada llevados a cabo por la Compañía Industrial Agrícola San Lorenzo Limitada, en la construcción del ramal. Sin embargo, la mayoría fueron demolidas y solo se conservan en ruinas las estaciones San Lorenzo y las 2 estaciones General Lorenzo Vintter. En tanto, se conserva en buen estado el edificio de El Porvenir.

## Toponimia

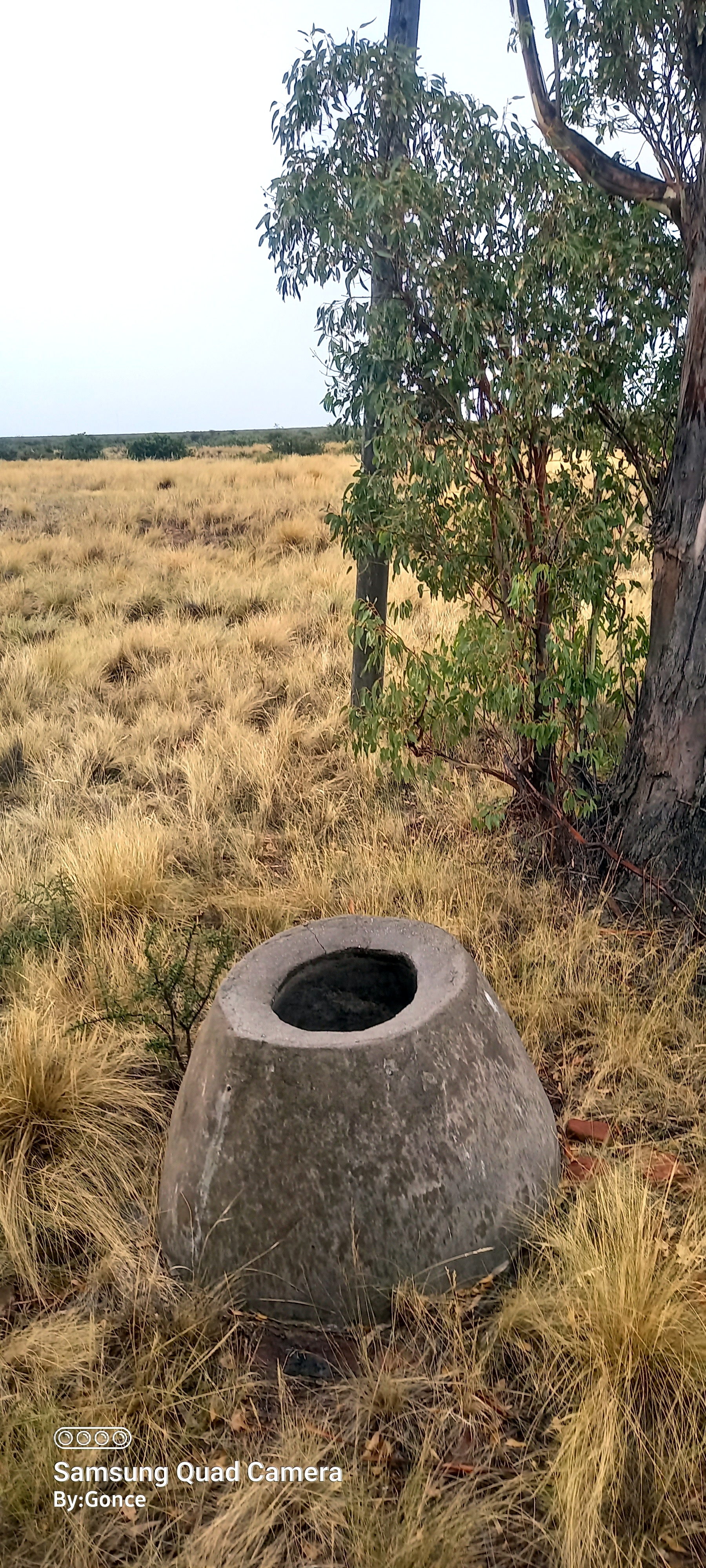
Viejo sistema de almacenamiento de agua en el acceso de la estación Vintter al Valle del Río Negro. La falta de agua hizo que pueblo dependiera de estos depósitos para poder sobrevivir.

El nombre de esta estación tiene su origen en el homenaje al General Lorenzo Vintter, un militar argentino de ascendencia alemana. Además, fue gobernador de Río Negro y de Formosa. Su gran carrera militar lo destacó como figura durante la campaña del Desierto.

## Historia
El ramal entró en funcionamiento en 1933, pero la estación entró en funcionamiento para 1934. Para 1935 fue formalmente abierta junto con toda la línea de trocha angosta. Era de las más importantes estaciones para el ramal ya que como inicio del ferrocarril era clave como punto de carga de materias primas para abastecer las colonias productivas y para cargar su producción agrícola. Además, tenía la importante tarea de enviar y recibir todo tipo de cargas desde/a Buenos Aires. El intenso trabajo de carga de la estación se detuvo con el cierre del Ingenio San Lorenzo en 1941. Desde entonces, funcionó erráticamente como una parada para bajar y subir pasajeros y cargas condicionales hasta 1961 cuando todo el ferrocarril fue clausurado en el marco del plan Larkin impulsado por el radical Arturo Frondizi. Años más tarde todo, el ramal sería levantado desde 1968. En cuanto a la estación, sobrevivió en abandono muchos años gracias a la custodia de la otra estación que permaneció en actividad hasta el cierre del ramal en 1993 a manos del peronista Carlos Menen hecho que también alejó a población de Vintter. La empresa SEFEPA intentó desde 1995 volver a mantener un jefe de estación que cuidó de los restos del pueblo algunos años hasta que fue relevado de la zona. Con esto se condenó a todo lo que quedaba del pueblo a desmanes ejecutados por pobladores de pueblos vecinos como San Antonio Oeste y Las Grutas . Hoy parte de lo saqueado adorna casas de verano en estos puntos.
Actualmente, ambas estaciones General Lorenzo Vintter permanecen en ruinas y abandonadas.

## Infraestructura
Este punto fue clasificado, según un informe de 1958 y datos del itinerario del FCE de 1945 como estación capaz de brindar todos los servicios de este ferrocarril: pasajeros, encomiendas, hacienda y cargas. Esto convirtió a Vintter en una de las estaciones más equipadas de la línea junto a Sosa y San Lorenzo. Sin embargo, en la práctica mucha de su infraestructura era compartida con la estación gemela, lo que conllevó a que esta estación funcionara más como un anexo que trabajaba en forma conjunta con su vecina homónima. Gracias a esto, la estación fue muy útil y cómoda para los pasajeros durante los transbordos a la trocha ancha. Para ejecutar sus labores se valía de la siguiente infraestructura:
- Desvíos de 4470 metros.
- Almacén para 200 toneladas de carbón.
- Empalme con la trocha ancha.
- Toma de agua.
- Tanque aguatero de 421 m³.
- Tanque petrolero de capacidad 120 m³.
- Triángulo.
- Corral 2.205m².

Su estación vecina desarrollaba los servicios de pasajeros, encomiendas, hacienda y cargas. Además, compartía y disponía de:
- Empalme con la línea de trocha 75cm.
- Estanque, capacidad 421 m³.
- Tanques petroleros, capacidad 300 m³.
- Galpón 377 m².
- Báscula de vagones 90 toneladas.
- Corral 1.000 m².
- Apartaderos 1.195 m.
- Desvíos 4.625 m.

## Funcionamiento

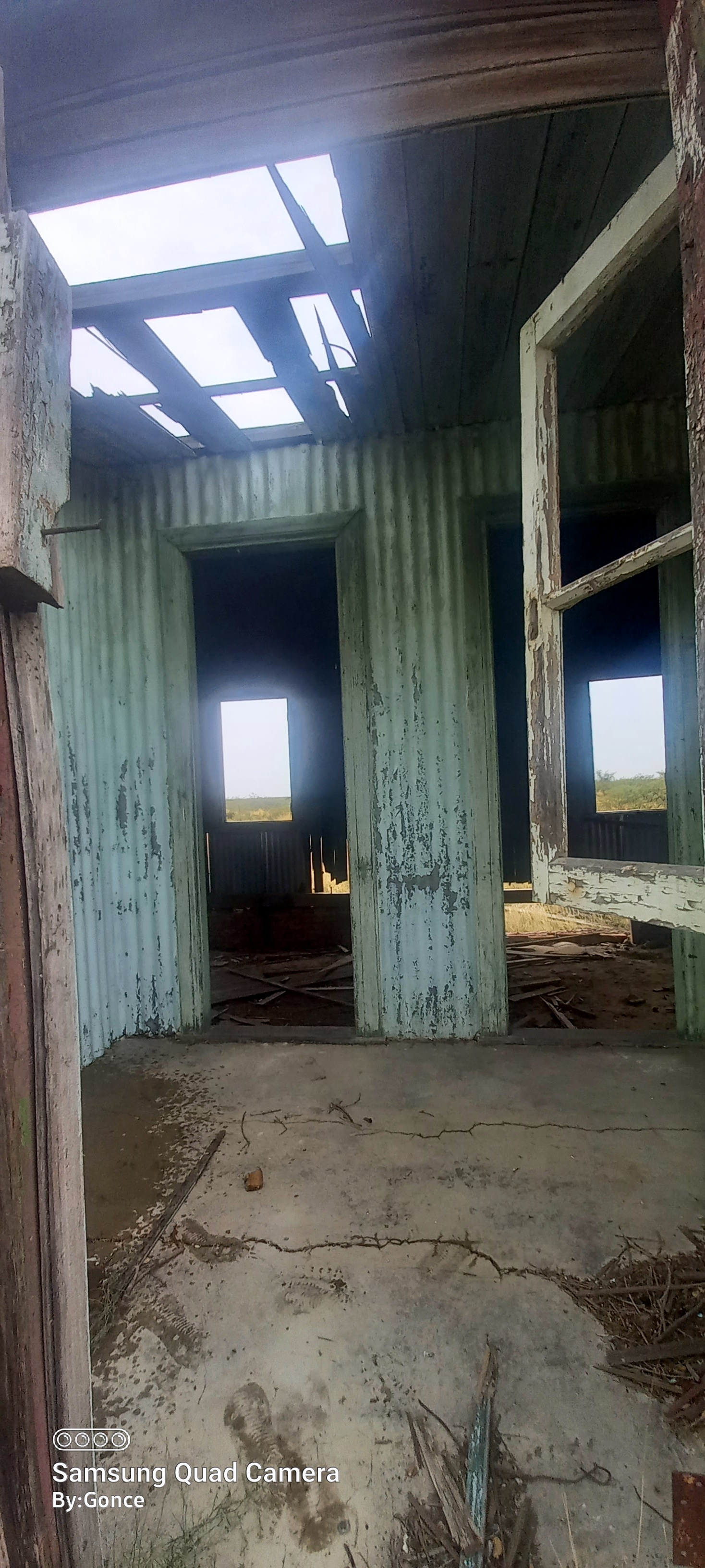
Las ruinas de la estación comenzando a ser destruida por el clima y el vandalismo.

El análisis de documentos como los itinerarios, informes y guías de horarios lo largo del tiempo muestra como fue variando la situación de este punto periodo de tiempo:
El primer itinerario que abordó la línea fue confeccionado el 10 de diciembre de 1934. El mismo, incluye al ramal azucarero y el de trocha angosta en las líneas del Estado; sección líneas Patagónicas. En este documento se demuestra que antes de la inauguración de 1935, el ferrocarril al ingenio ya estaba casi construido y en funcionamiento. De este modo, todos los puntos menos El Porvenir estaban creados y figuraban en el itinerario. Sin embargo, el viaje solo se realizaba para cargas condicionales para el tramo Ingenio/San Lorenzo - Vintter; y desde San Lorenzo en adelante se informaba la leyenda "en construcción" para estaciones Conesa y Sosa. Las cargas corrían en forma ascendente todos los días menos los domingos desde Vintter a las 8:00 y finalizando en San Lorenzo a las 13:00. En tanto, trenes descendentes corrían diariamente, menos los lunes, desde San Lorenzo a las 8 y arribo a Vintter a las 13:15. En cuanto al ramal de trocha angosta a Bariloche la estación era visitada por un servicio de pasajeros los días martes y sábados a las 15:04. Además, arribaban a Vintter trenes mixtos a las 18:27 de los miércoles; mientras que todos los días el servicio carguero pasaba por la estación en forma condicional a las 3:10. Tiendo General Lorenzo Vintter un intenso movimiento, pero que permitió la coexistencia de ambos ramales en la estación homónima vecina. Todo el movimiento hizo referencia a la otra estación General Lorenzo Vintter sin la menor referencia a esta. De este modo, se presume como completamente integrada a la otra estación o simplemente no construida aun.
El segundo documento que abordó el ramal fue la guía de horarios de Ferrocarriles del Estado de 1936. En la misma se centró en los servicios de pasajeros. En ella se detalló que el ramal operaba sus servicios con trenes mixtos desde estación Plaza Constitución los jueves desde las 20:15, pasando por estación Carmen de Patagones a las 12:20 y a las 16:17 arribaba a estación General Lorenzo Vintter. Luego, partía para terminar el viernes a las 21:20 en Sosa. En tanto, los domingos salía de estación Plaza Constitución a las 20:25, pasando el lunes por estación Carmen de Patagones a las 16:25 y a las 20:17 arribaba a estación General Lorenzo Vintter. Luego, la formación partía para terminar el martes a las 1:20 en Sosa. Por otro lado, el regreso se producía el jueves a las 3 a. m. desde Sosa y arribo a Vintter a las 7:15 y volver a salir de la misma a las 7:56. Una vez empalmada la trocha ancha se alcanzaba estación Carmen de Patagones a las 10:40 y se concluía en Constitución el viernes a las 10:50 del viernes. En cambio, el domingo la vuelta variaba partiendo a las 8:10 a. m. desde Sosa y finalizando en Vintter a las 12:35. Posteriormente, el viaje continuaba tras un trasbordo volvía a salir de la misma a las 14:03. Una vez empalmada la trocha ancha se alcanzaba estación Carmen de Patagones a las 17:00 y se concluía en Constitución el viernes a las 11:00 del lunes. Por otro lado, las novedades principales fueron que no se incluyó detalles del servicio de carga, pero sí un viaje de tipo expreso. Además, la unión de ambos ferrocarriles fue señalada con el empalme al Valle del Río Negro. Por último. tampoco hubo indicios del funcionamiento de esta estación.
El tercer documento que abordó el ramal fue la guía de horarios de Ferrocarriles del Estado de 1938. En la misma no se detalló grandes diferencias respecto a la guía anterior. No obstante, hubo una mejoría en los tiempos y ramal continuó operaba sus servicios con trenes mixtos desde estación Plaza Constitución.
El itinerario de Ferrocarriles del Estado del 15 de diciembre de 1940 fue el último registro antes del cierre del ingenio y la caída de actividad. En el mismo no se hizo mención a Plaza Constitución como destino y se redujo los tiempos de trenes mixtos. El primer viaje partía los sábados desde Vintter a las 16:00 y finalizando a las 20:30 en Sosa. En tanto, el segundo partía el martes a las 20:50 y teniendo arribo el día miércoles a las 1:20 a Sosa. Por otro lado, el regreso se producía el viernes a las 4:40 a. m. desde Sosa y arribando a Vintter a las 9:10. Mientras que el lunes el regreso paría a las 10 a. m. desde Sosa y finalización en Vintter a las 14:30. En cuanto a los tiempos las formaciones de trenes mixtos unían la distancia con Km 21 en 42 minutos. Por último, el itinerario describió extensamente el equipamiento de los dos ferrocarriles que atravesaban General Lorenzo Vintter mostrando leves diferencias entre ambas estaciones General Lorenzo Vintter, lo que sugiere la construcción de una segunda estación homónima dedicada al ferrocarril remolachero ya estaba construida o por lo menos diferenciada de su homónima.
El itinerario del 3 de enero de 1946 abordó las líneas del Estado y se concentró en las Líneas Patagónicas. Puntualmente, el ferrocarril mostraba el descenso de la actividad producto del cierre del ingenio. Esto se demuestra en que las frecuencias se habían reducido a solo un día para trenes mixtos de pasajeros y su servicio de cargas pasó a ser condicional en un solo día a la semana. En cuanto al servicio de pasajeros, era operado por trenes mixtos en forma ascendente los sábados desde Vintter a las 16:15 y arribando a Sosa desde las 20:45. El descenso iniciaba el lunes desde Sosa a las 9:15 y terminando en Vintter a las 13:45 con una notable reducción de los tiempos. Por otro lado, se describió por primera vez al viaje de cargas pasaron a ser condicionales y partían desde Vintter los martes a las 12:00, con parada a las 12:50 en Kilómetro 21 y para arribo a Sosa a las 18:05. Mientras que el regreso se ejecutaba el miércoles desde Sosa a las 9:00, visita a las 14:25 a Kilómetro 21 y culminación en Vintter a las 15:25. En cuanto a las distancias para ir hasta Km 21 se precisaban 42 minutos en trenes mixtos y 50 en cargueros. En tanto, el itinerario informó que solo las estaciones General Lorenzo Vintter y General Conesa tenían personal para manejar a los demás puntos. Por último, la estación de trocha ancha homónima dejó de verse como el kilómetro 0 del ramal remolachero, apareciendo a 100 metros del verdadero punto de inicio del ramal al Valle del Río Negro, esta distancia se corresponde con la ubicación de esta estación Vintter; verdadero inicio del ferrocarril de trocha angosta que fue oficializada a partir de este documento.
El mismo itinerario con fecha el 15 de diciembre de 1946 fue presentado por otra editorial. En este documento se hizo mención menos detallada de los servicios de pasajeros de este ferrocarril y se omitió el servicio de cargas. La otra gran diferencia es que se volvió a describir la combinación con Bs. As. De este modo, el viaje partía desde Constitución el viernes a las 17:52, luego el sábado a las 11:50 se alcanzaba Carmen de Patagones y a las 15:49 se arribaba Vintter. Posteriormente, tras un trasbordo se partía desde Vintter a las 16:15 para alcanzar la punta de riel Sosa a las 20:45. Finalmente, la vuelta se producía el lunes desde Sosa a las 9:15 y arribo a Vintter a las 13:45. Luego, se transbordaba para partir en la vía ancha desde Vintter a las 14:58 y arribaba a Constitución a las 14:05 del martes.
El itinerario del 13 de diciembre de 1948 repitió las mismas condiciones que en itinerario anterior de 1946 y fue el último documento que describió el ramal interno al Ingenio San Lorenzo; aunque se repitió los mismos datos del itinerario de 1940. De este modo, se confirmó el inicio del ferrocarril remolachero en esta estación y se llevó al punto 0.1 a la otra estación General Lorenzo Vintter.
El itinerario del 26 de mayo de 1952 abordó las líneas del Ferrocarril Roca que incluyó al ramal. El documento continuó informando que el ferrocarril seguía con una sola frecuencias para trenes mixtos de pasajeros y su servicio de cargas aun era condicional en un solo día a la semana y se realizó la supresión del ramal al ingenio que partía desde esta estación. Los tiempos y condiciones de la línea continuaron sin modificaciones, con un leve empeoramiento del viaje de cargas en 5 minutos. El itinerario ratificó la existencia como en el itinerario de 1948 en forma indirecta al indicar el inicio del ramal de trocha angosta a 100 metros de la estación de trocha ancha.
El último itinerario fue el de 1960 y constituye el último registro de la línea. En el documento se ve a la línea completamente integrada en el mapa de Ferrocarril Roca y no se volvió a informar del empalme y el ramal al ingenio. Esto confirmó la clausura notificada en el informe de 1958. El itinerario suprimió el viaje de cargas y dejó un solo viaje en trenes mixtos. De este modo, el único viaje en trenes mixtos partía los martes desde Vintter a las 17:30 y arribo a Sosa a las 21:50. En tanto, el regreso desde Sosa se efectuaba los jueves desde las 7:10 y culminación en Vintter a las 11:40. Las distancias tu vieron una leve mejoría pasando el viaje más rápido a Km 21 era de 42 minutos. Las combinaciones eran posibles los martes tras arribar las formaciones desde Bs. As. a Vintter a las 17:04 se hacía un trasbordo que demoraba casi media hora en volver a salir hacia el ramal de trocha angosta. En tanto, cuando los trenes mixtos arribaban desde Sosa los jueves a las 11:40 se podía partir a las 15:22 o 17:04 rumbo Bariloche o proseguir a Buenos Aires el mismo martes.

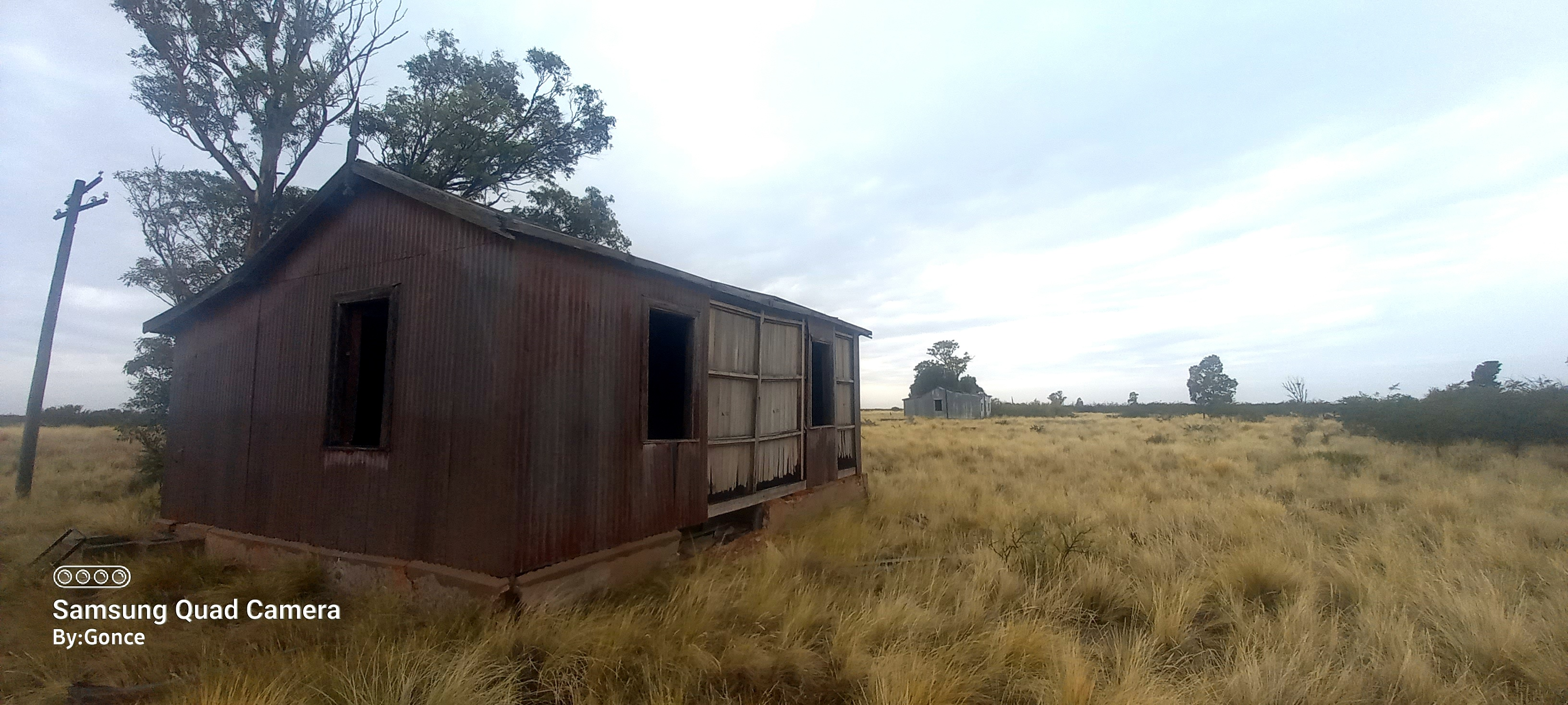
Detalle de la parte trasera de la estación aun en pie pese al abandono. De fondo la otra estación Vintter de trocha ancha.

## Galería

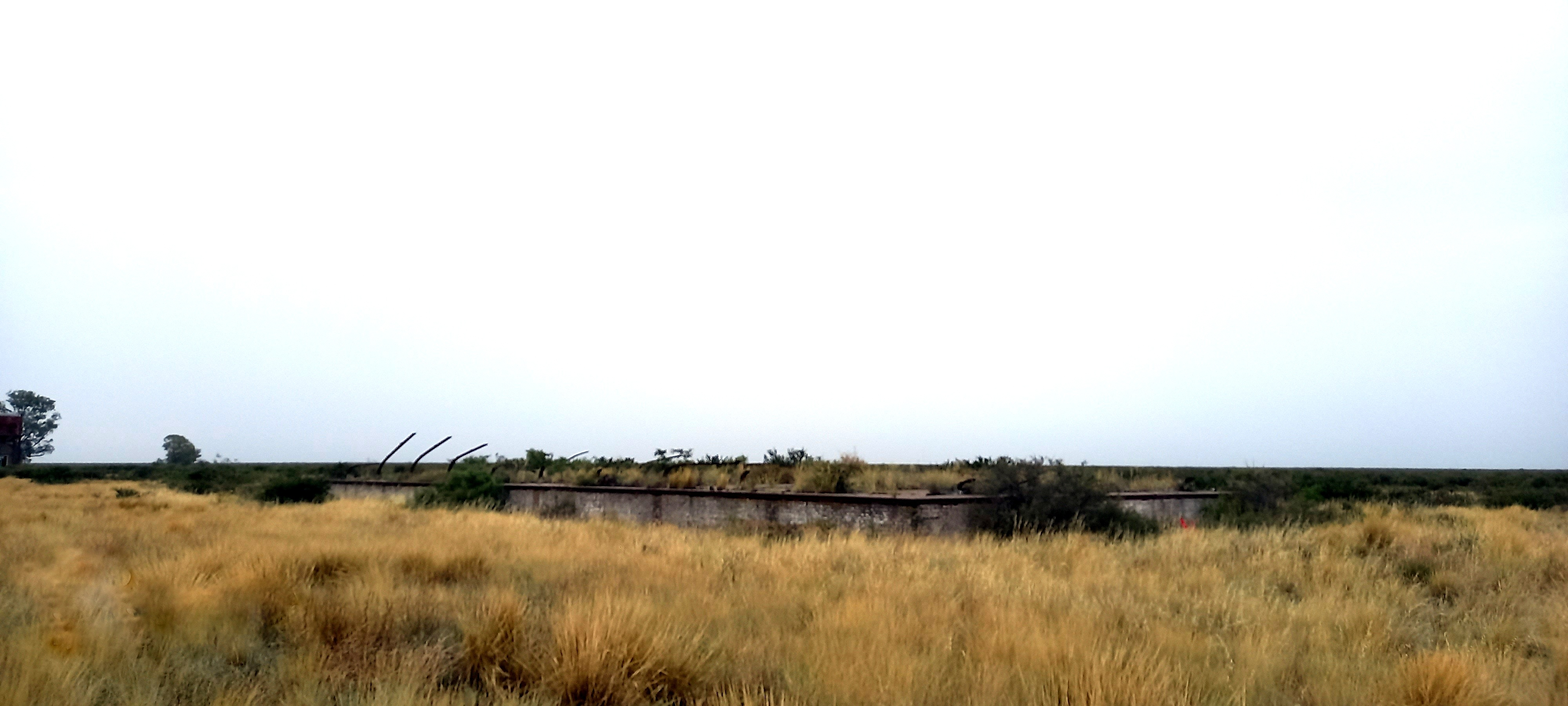
Restos del galpón de cargas frente a las estaciones Vintter.
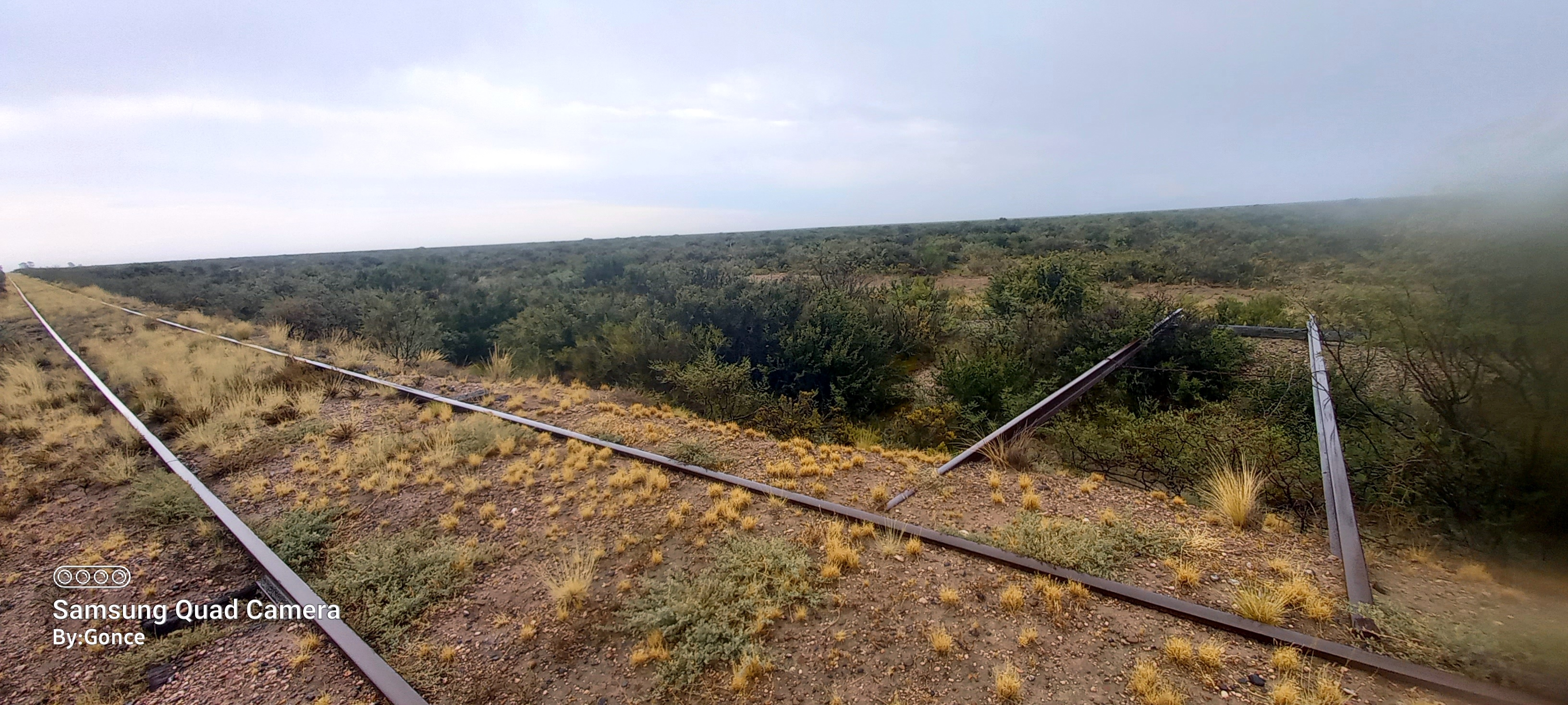
Lugar cercano de empalmecon la vía de 0,75. La vista es hacia Vintter y ya no tiene el tercer riel.
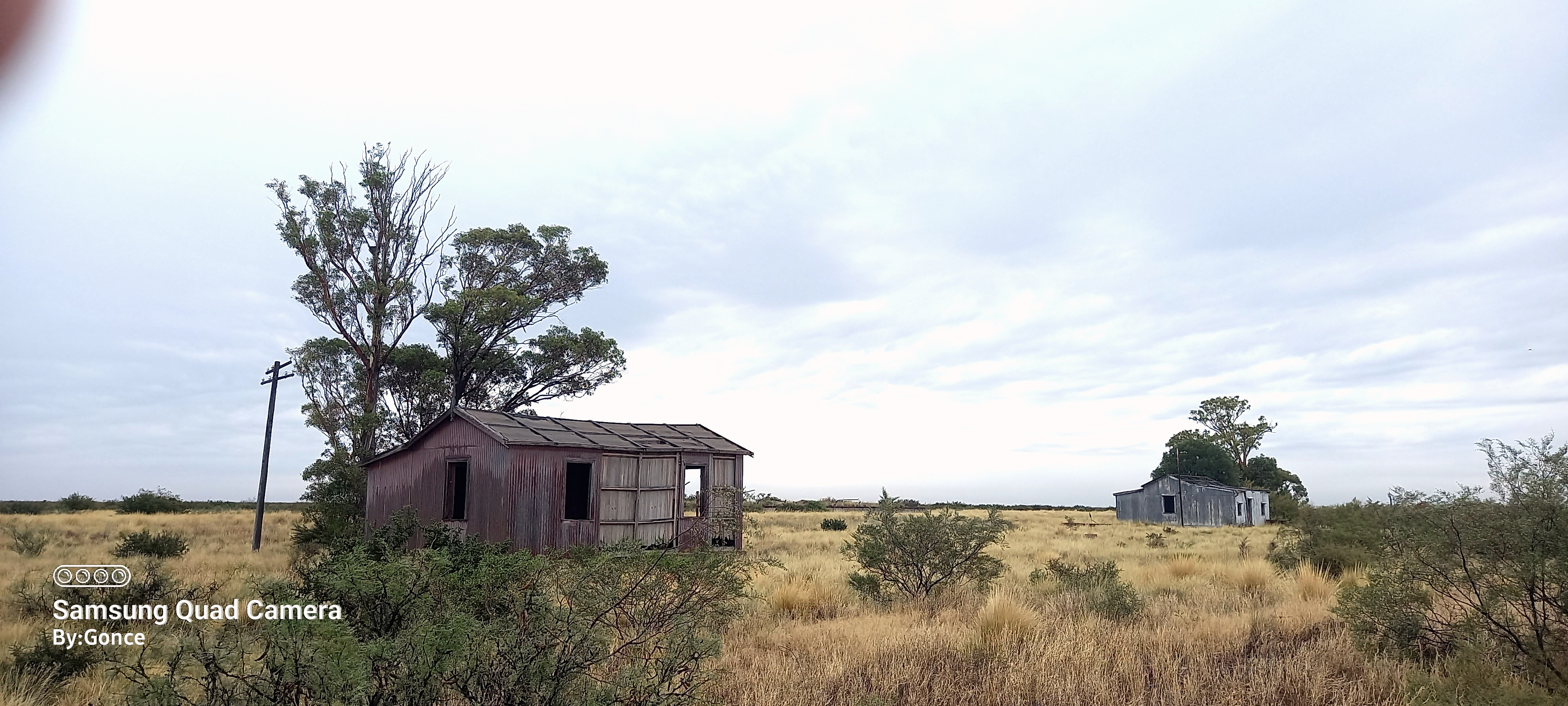
Ambas estaciones homónimas abandonadas y a poca distancia.
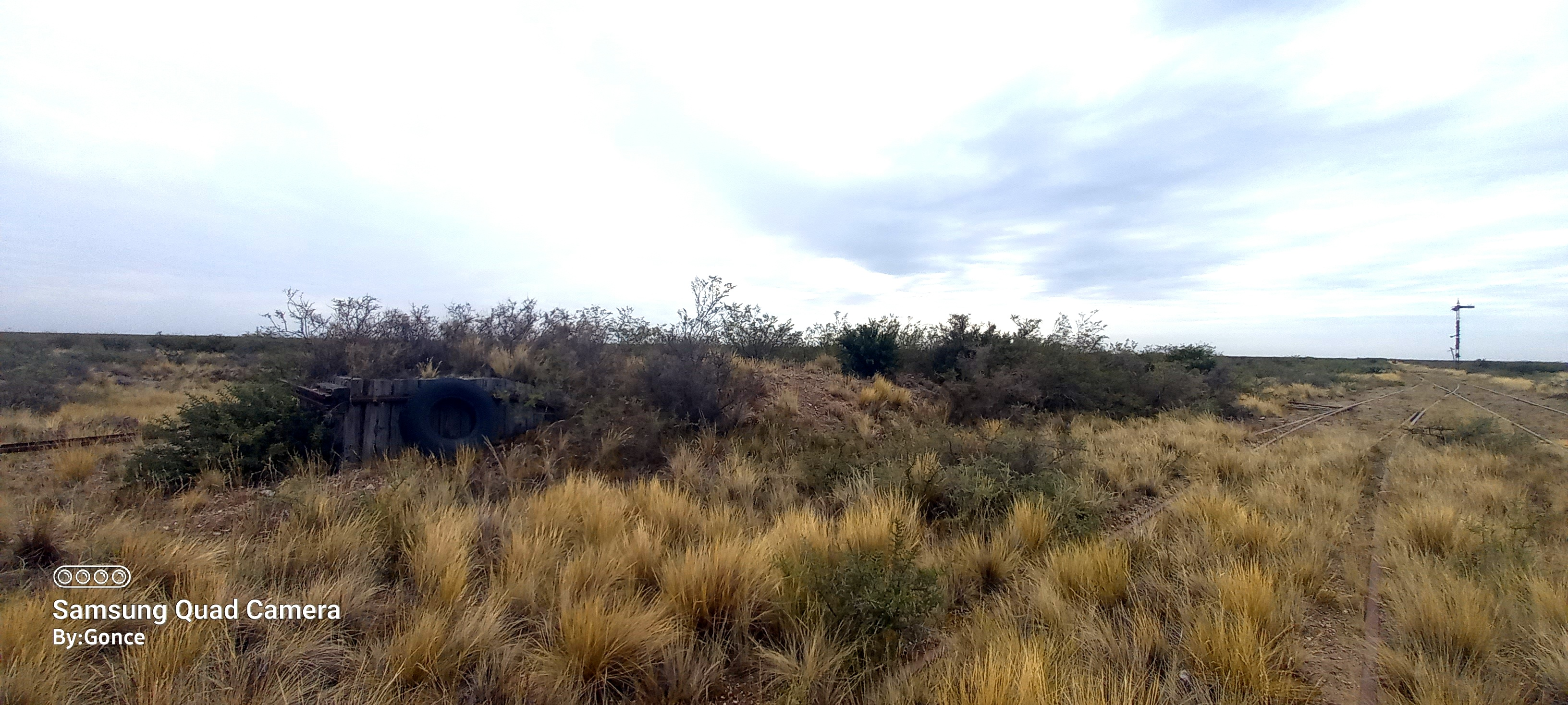
Rampa de punta destinada a diversas cargas.
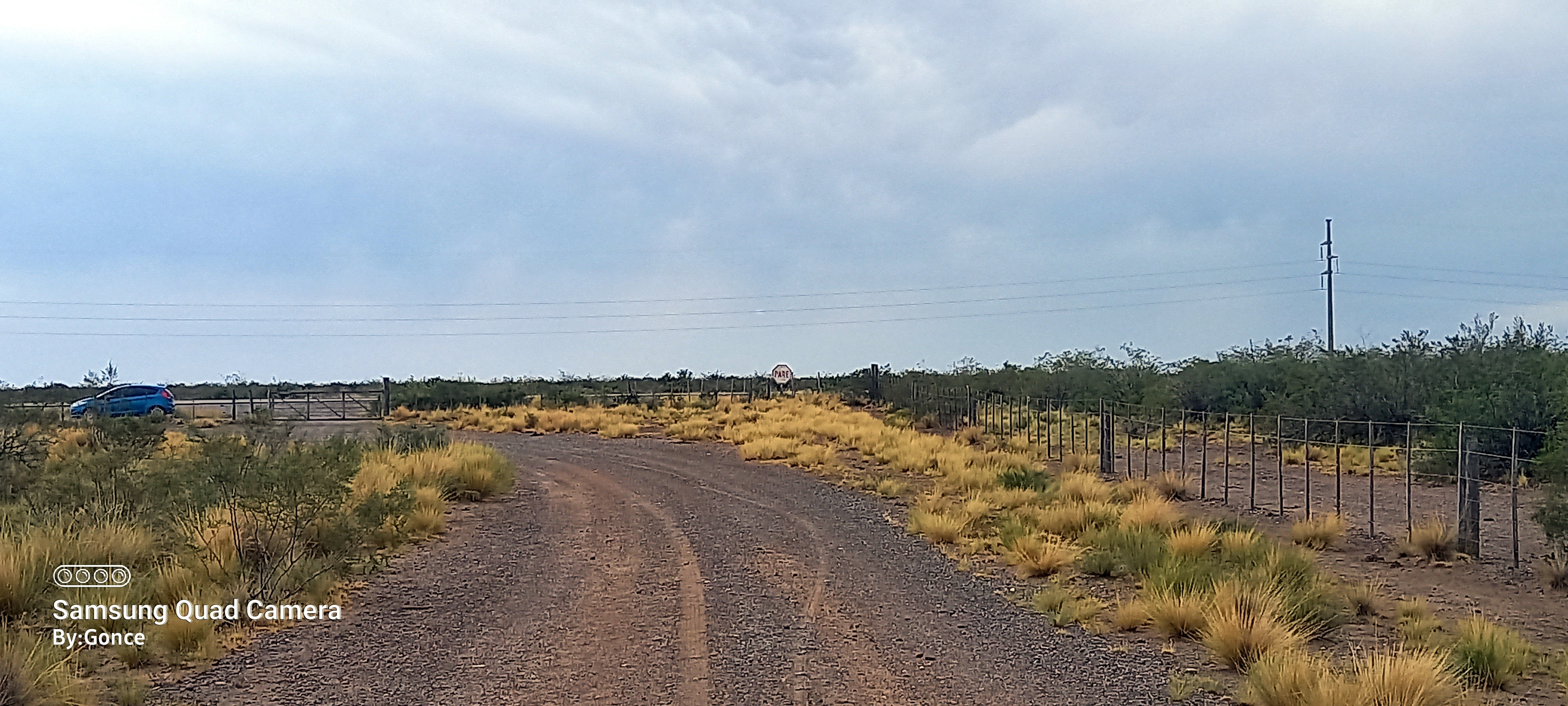
Antigua ruta de ripio a Vintter hoy cerrada por los estancieros para evitar delitos
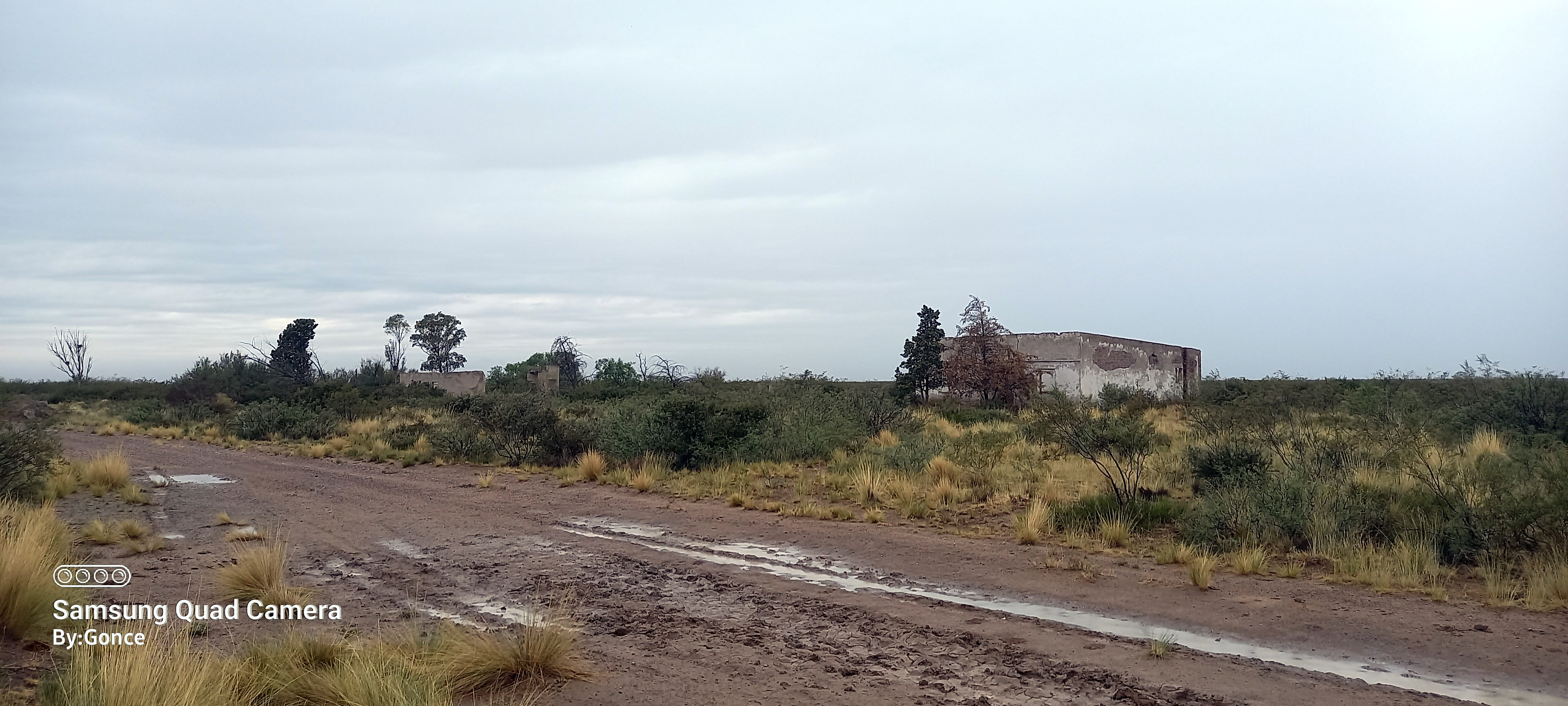
Última de las calles apenas visibles del poblado hoy convertida en camino comunal de las estancias.
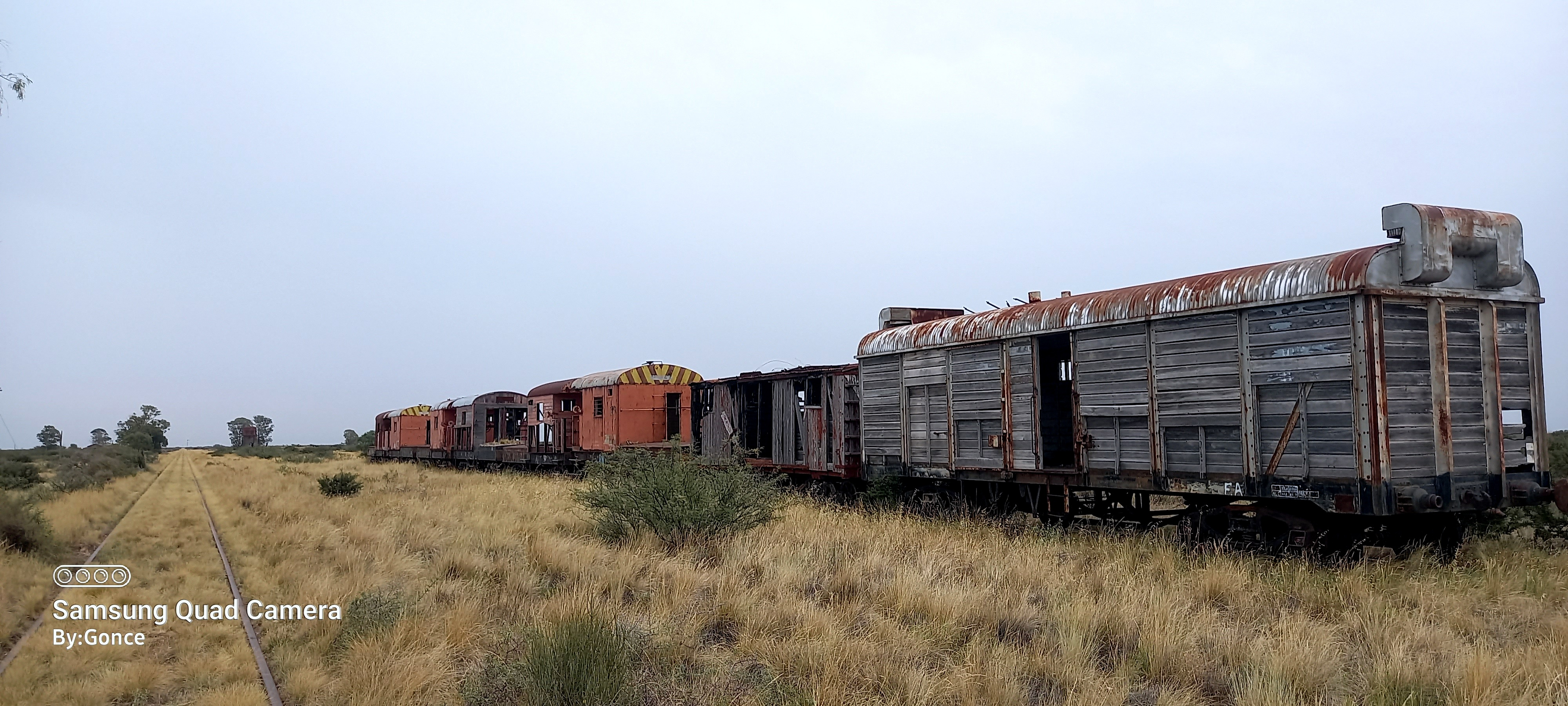
Gran cantidad de vagones de cargas y furgones abandonados en los desvíos cercanos de la estación.
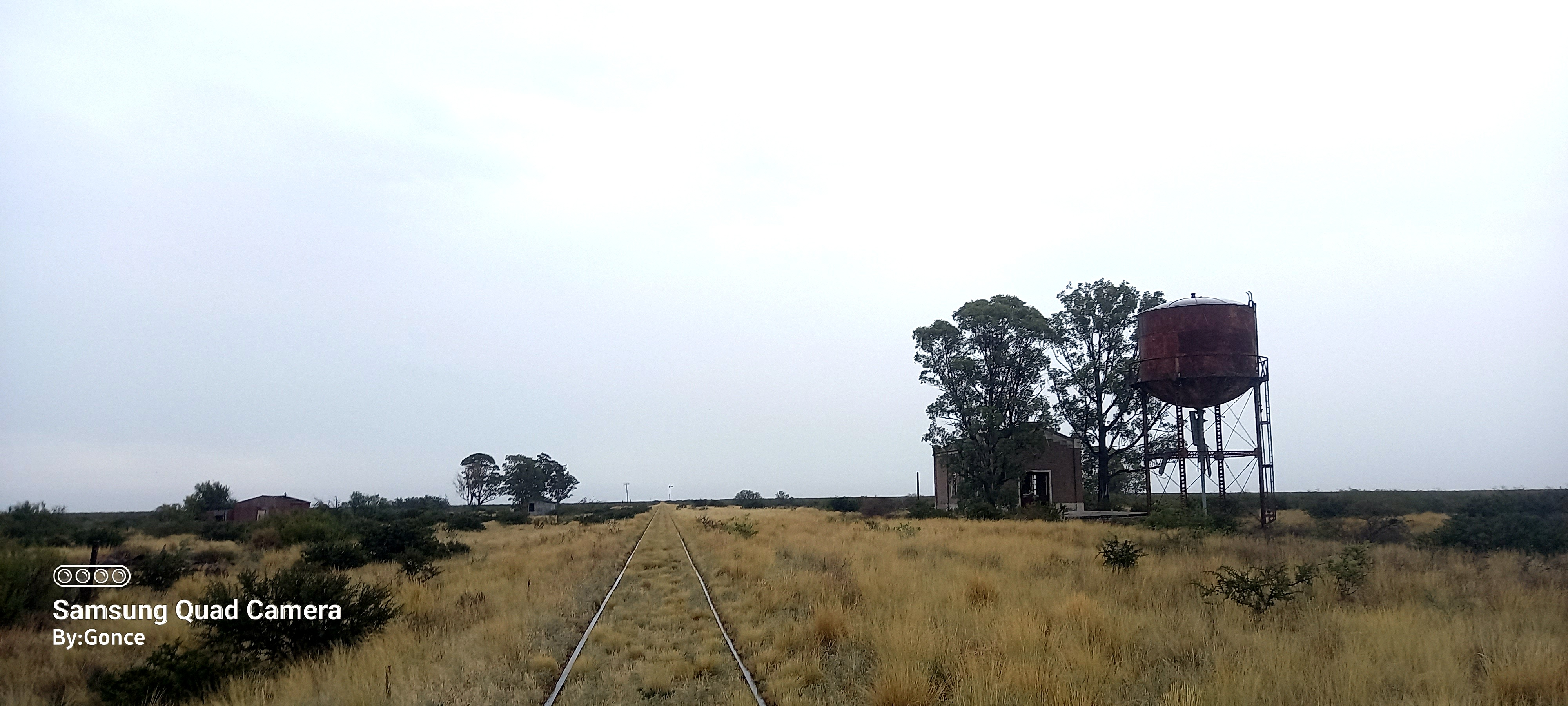
Tanque de hierro junto a la usina y cisternas. Ambas construcciones son vistas como faros a la distancia.
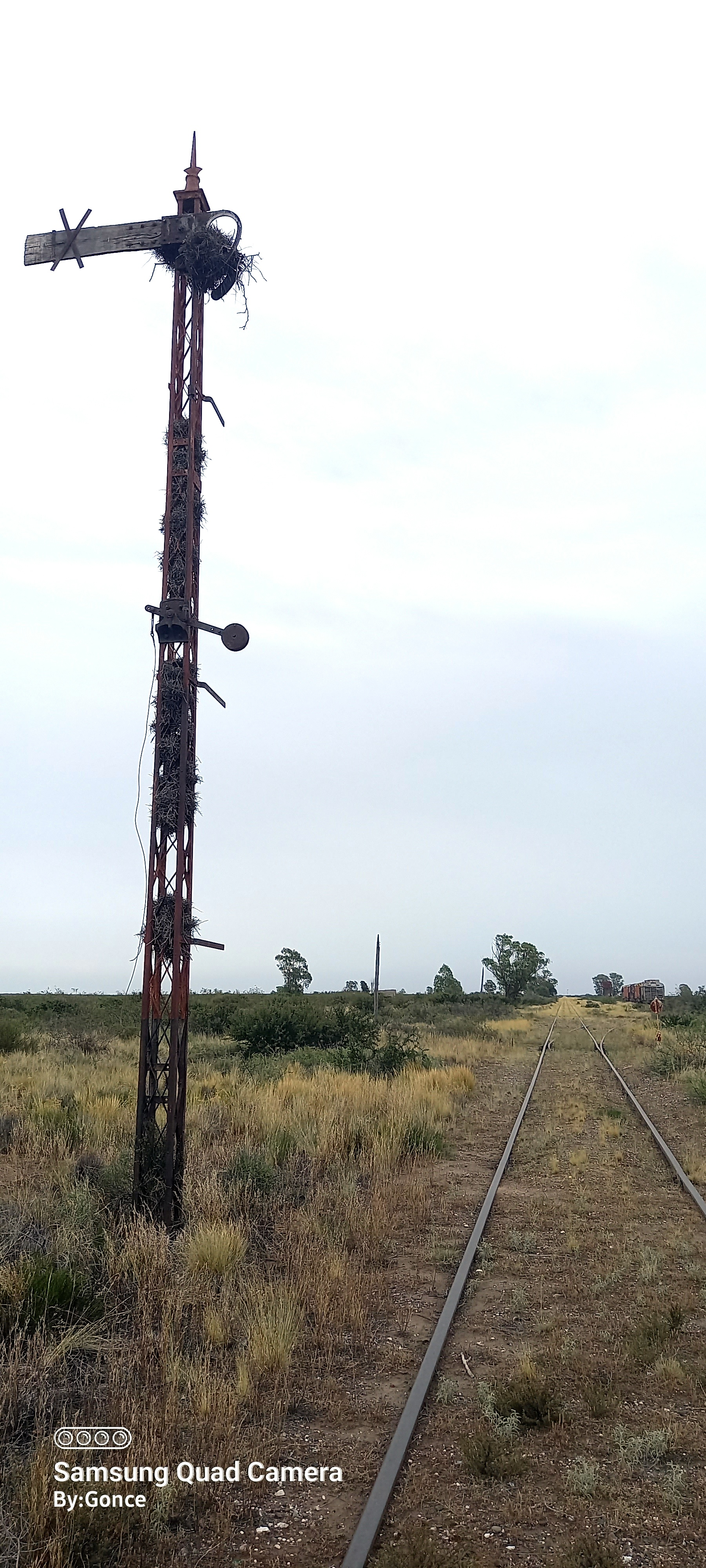
Señal ferroviaria en abandono en la entrada del pueblo abandonado.
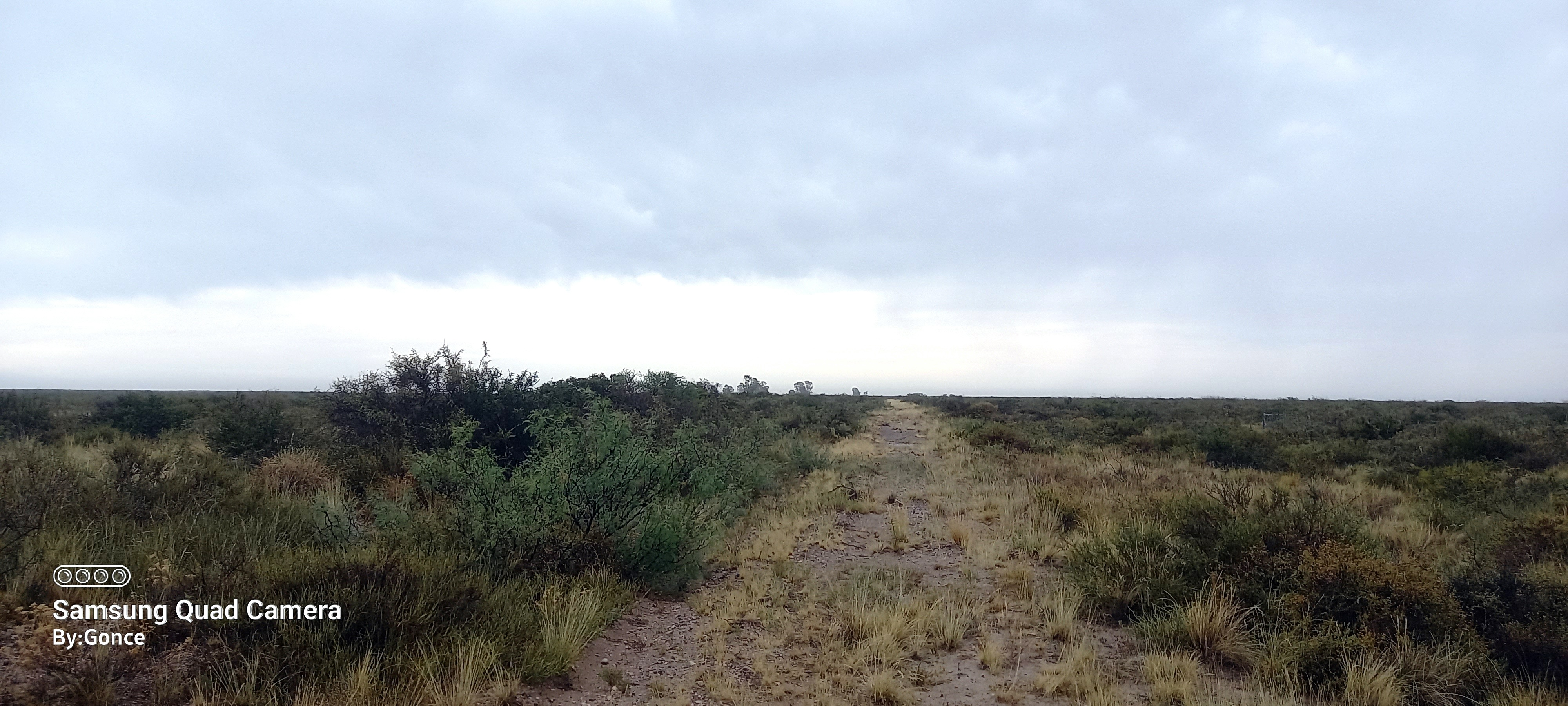
Terraplén de un desvío de la línea al Valle del Río Negro sin vías al costado de la red de trocha ancha a Bariloche.
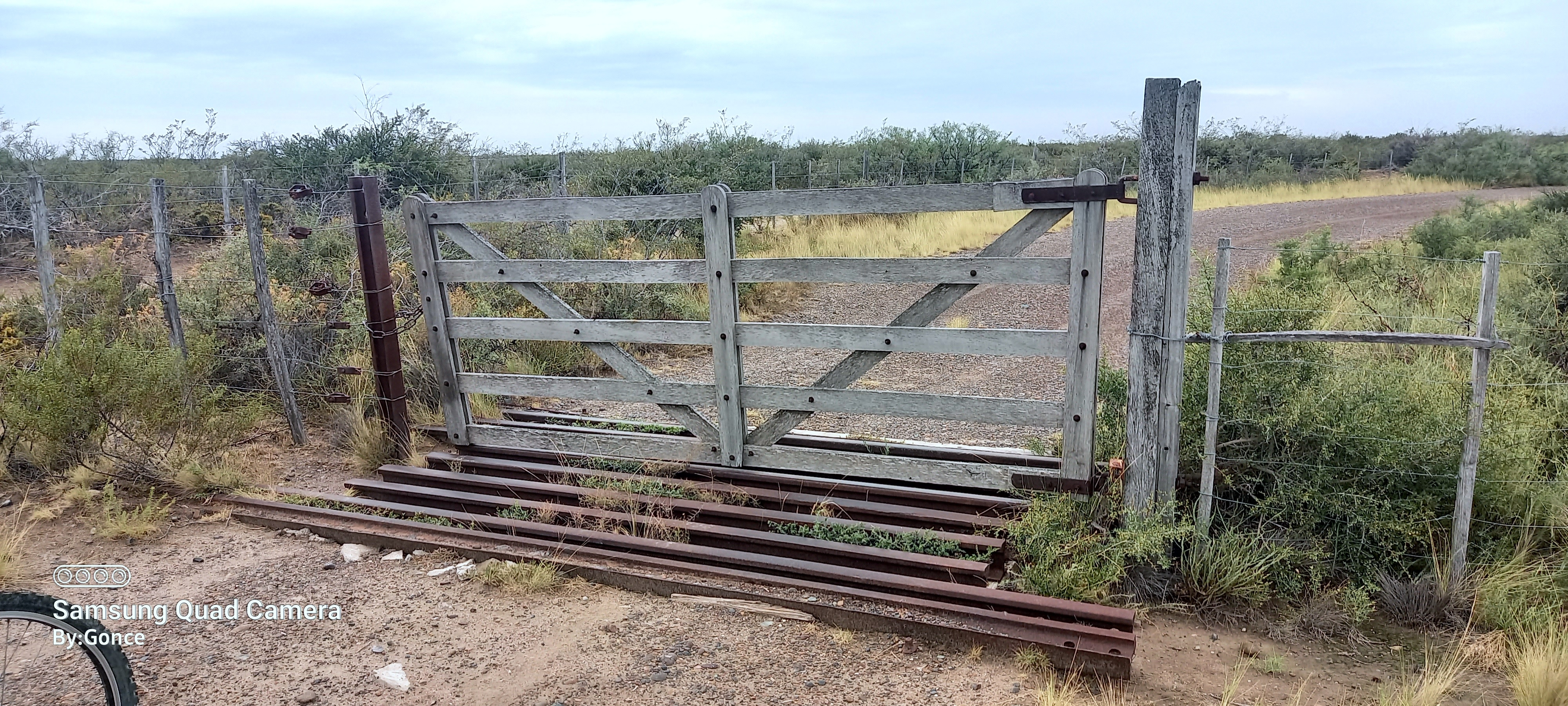
Tranquera en los campos cercanos a Vintter construida con durmientes y vías que pertenecieron al ramal de la remolacha.
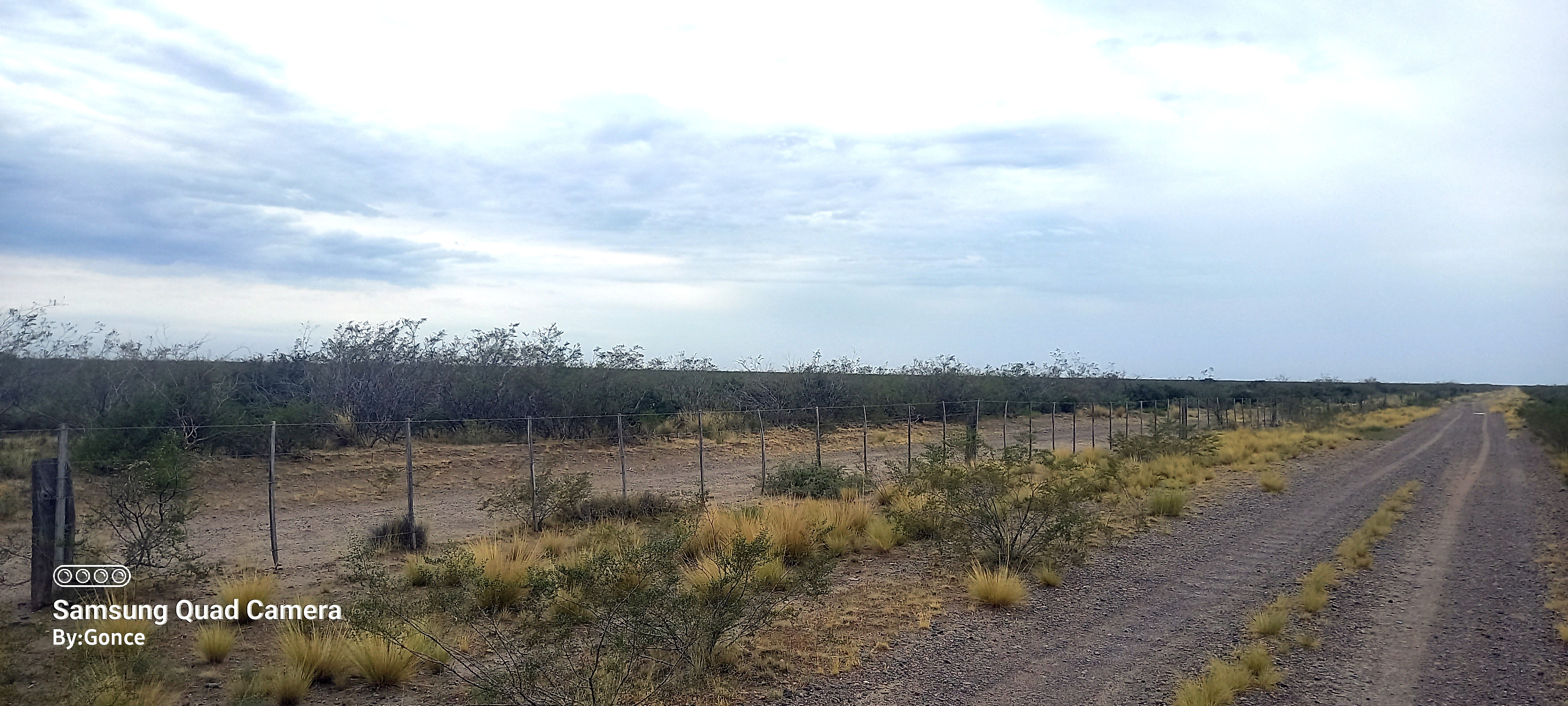
Campos que rodean a la localidad dedicados a al cría de ganado por su aridez. Parte del alambrado se hizo con los durmientoes del ferrocarril.
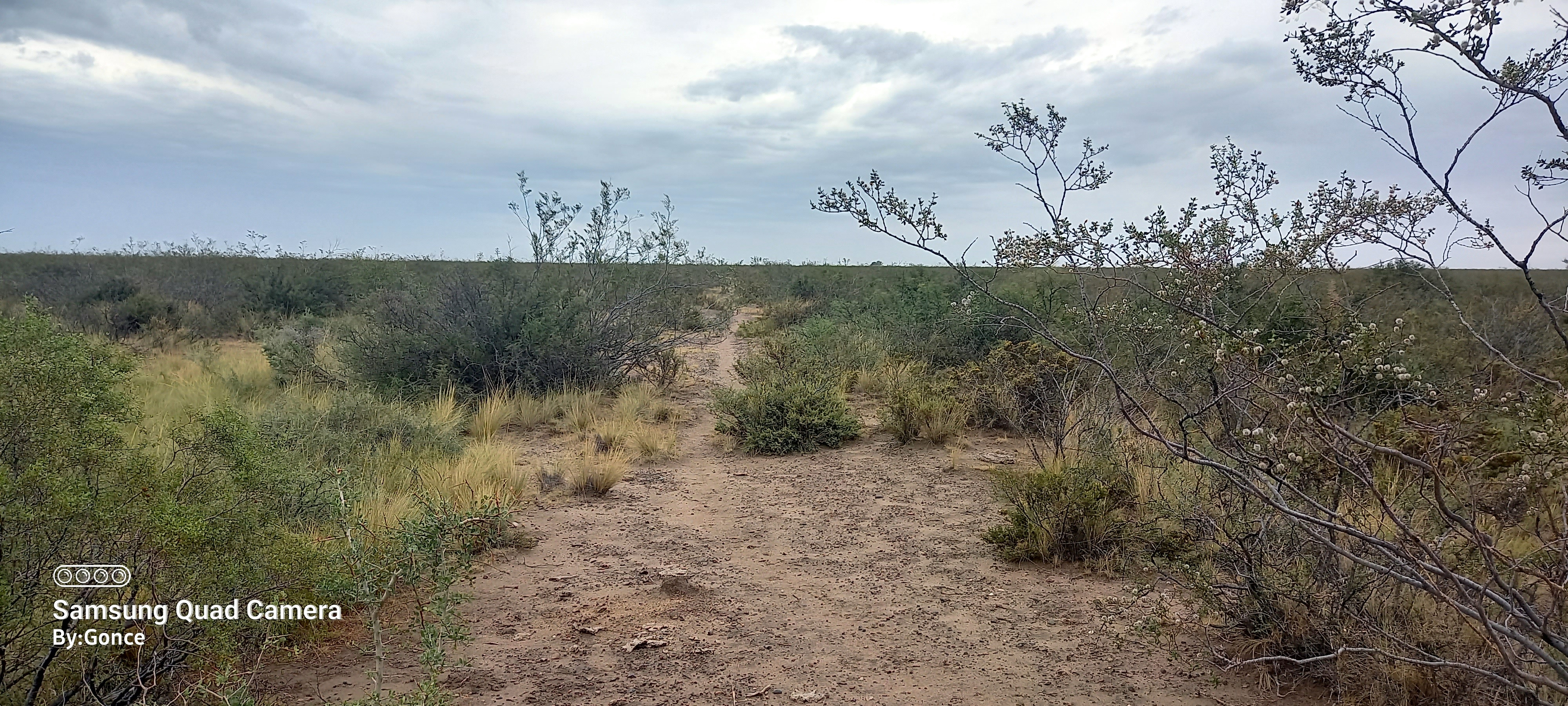
El terraplén antes de tocar la ruta nacional.
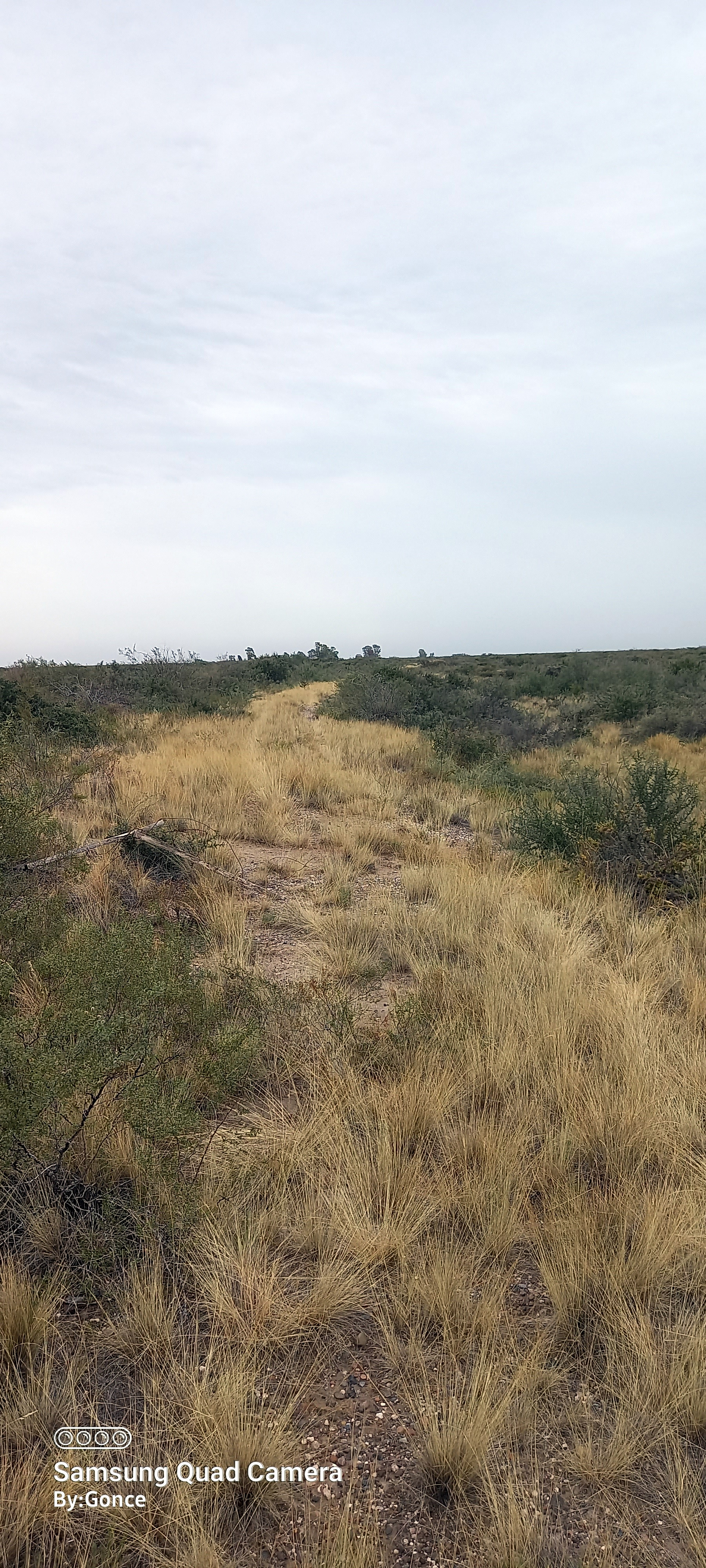
Terraplén sin vías antes de girar rumbo a Vintter. A su vez funcionaba de triángulo.
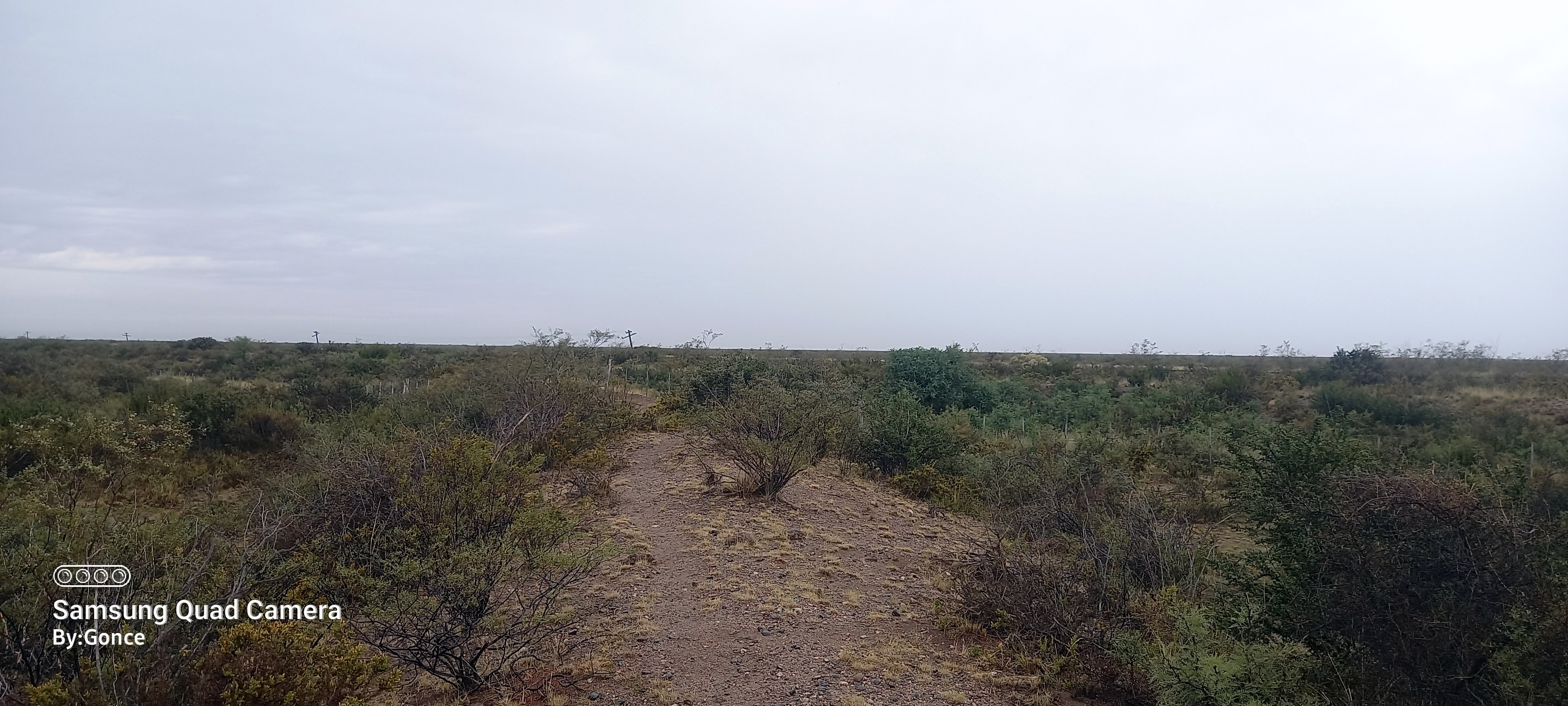
Últimos tramos visibles del terraplén cerca de la estación Vintter.
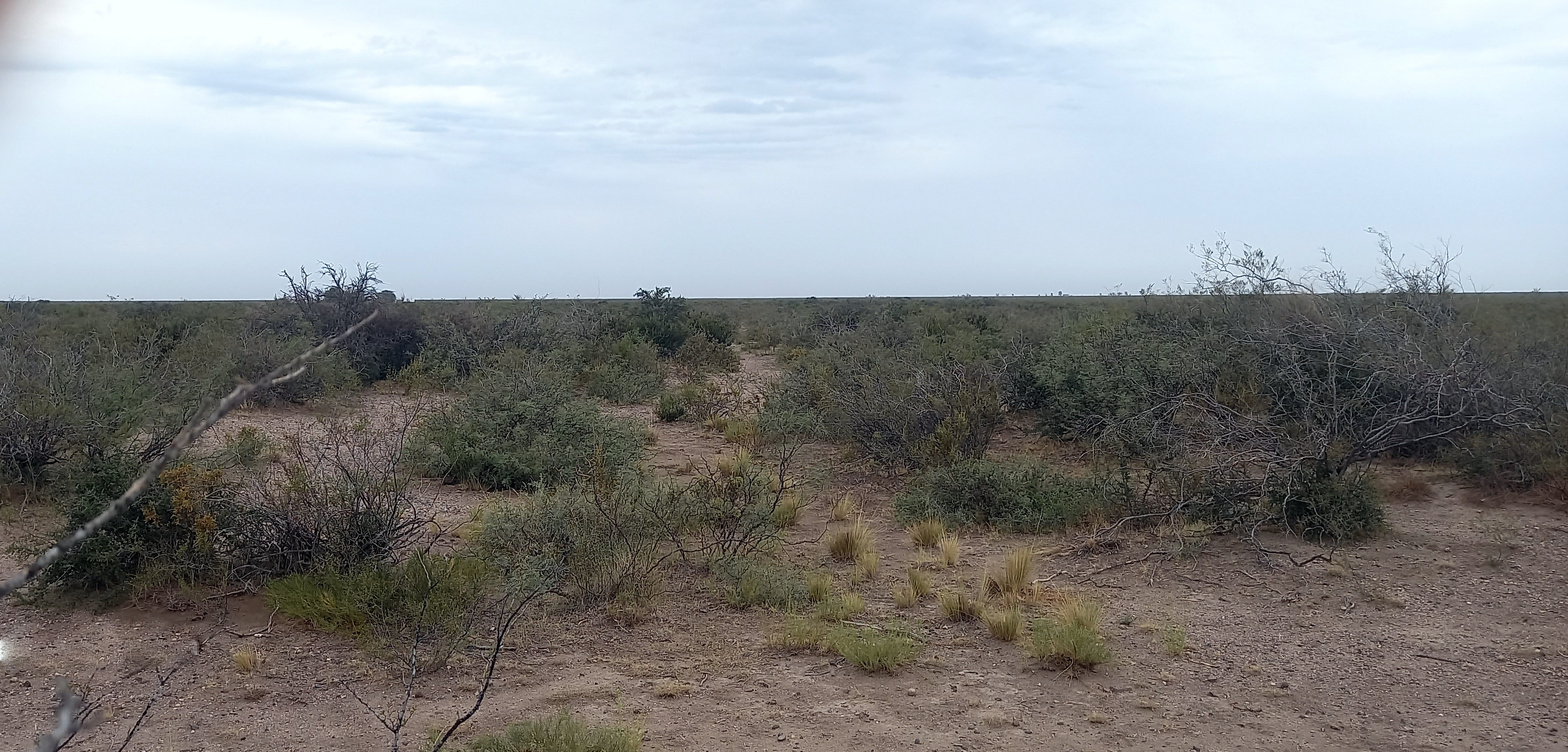
El terraplén apenas visible pasando la ruta Nacional 3.